# Équipe du pays de Galles de rugby à XV au Tournoi britannique 1909
L'Équipe du pays de Galles de rugby à XV au Tournoi britannique 1909 termine première en réussissant la triple couronne. Par convention le pays de Galles est crédité d'un Grand chelem (quatre victoires en quatre matchs) car, si la France fut admise seulement en 1910, les Gallois rencontrent déjà la France en marge du Tournoi et ils doublent la triple couronne par une victoire face aux Français. Cette victoire est la cinquième d’une série de sept victoires en douze ans dans le tournoi, de 1900 à 1911. Cette équipe compte alors des joueurs de talent comme George Travers, Dicky Owen, Billy Trew.

## Liste des joueurs

### Première ligne
- Rees Thomas (2 matchs)
- George Twyber Travers (3 matchs)
- George Hayward (1 match)
- John Alf Brown (1 match)
- Thomas Lloyd (1 match)

### Deuxième ligne
- Phil Waller (4 matchs)
- Jim Webb (4 matchs)

### Troisième ligne
- Tom Evans (4 matchs)
- Ivor Morgan (4 matchs)
- Jake Blackmore (1 match)
- Dick Thomas (1 match)

### Demi de mêlée
- Dicky Owen (4 matchs)

### Demi d’ouverture
- Dick Jones (4 matchs)

### Trois quart centre
- Jack Jones (4 matchs, 3 essais)
- Billy Trew (4 matchs, 5 essais, 1 transformation)

### Trois quart aile
- Mel Baker (2 matchs, 3 essais)
- Philip Hopkins (2 matchs, 2 essais)
- Johnny Williams (4 matchs, 3 essais)

### Arrière
- Jack Bancroft (4 matchs, 11 transformations)

## Résultats des matchs
- Le 16 janvier victoire 8-0 contre l'équipe d'Angleterre à Cardiff
- Le 6 février, victoire 5-3 contre l'équipe d'Écosse à Inverleith, Édimbourg
- Le 23 février, victoire 47-5 contre l'équipe de France à Paris
- Le 13 mars, victoire 18-5 contre l'équipe d'Irlande à Swansea

## Points marqués par les Gallois

### Match contre l'Angleterre
- Philip Hopkins (3 points, 1 essai)
- Johnny Williams (3 points, 1 essai)
- Jack Bancroft (2 points, 1 transformation)

### Match contre l'Écosse
- Billy Trew (3 points, 1 essai)
- Jack Bancroft (2 points, 1 transformation)

### Match contre la France
- Billy Trew (11 points, 3 essais, 1 transformation)
- Mel Baker (9 points, 3 essais)
- Jack Jones (6 points, 2 essais)
- Johnny Williams (6 points, 2 essais)
- Jack Bancroft (12 points, 6 transformations)

### Match contre l'Irlande
- Philip Hopkins (3 points, 1 essai)
- Jack Jones (3 points, 1 essai)
- Billy Trew (3 points, 1 essai)
- Jack Bancroft (6 points, 3 transformations)

## Statistiques

### Meilleur réalisateur
- Billy Trew 5 essais

### Meilleur marqueur d'essais
- Jack Bancroft 22 points